# 戴頭紗的女子
《戴頭紗的女子》(英文：Woman with a Veil,義大利文：La velata或La donna velata)是義大利文藝復興時期畫家拉斐爾的著名肖像畫。這幅畫的主題出現在另一幅肖像畫《年輕女子肖像》(La Fornarina)中，傳統上認為模特是拉斐爾的羅馬情婦瑪格麗塔·盧蒂。
與拉斐爾其他畫作一樣，模特的衣服是經過精心挑選和繪製的，非常華麗。

## 外部連結
- Notes on female paintings by Raphael （页面存档备份，存于）